# Elizabeth Stroud
Irene Elizabeth (Beth) Stroud ist eine Autorin und methodistische Pastorin aus den Vereinigten Staaten, der 2006 ihre Ordinationsrechte aberkannt wurden, da sie offen in einer gleichgeschlechtlichen Partnerschaft lebt.
Stroud erhielt ihren Master of Divinity (M.Div.) vom Union Theological Seminary in New York City. Vorher hatte sie ihr Collegestudium mit dem Bachelor vom Bryn Mawr College abgeschlossen. Bevor sie als methodistische Geistliche tätig wurde, war Stroud als Autorin und Verlegerin in New York City tätig gewesen.
Stroud war als Pastorin sechs Jahre lang für eine methodistische Gemeinde in Germantown, Philadelphia, Pennsylvania tätig. Ihre lesbische Beziehung mit Chris Paige berichtete Strout im April 2003 ihrer Kirchenleitung; sie erklärte auch in einer Predigt, dass sie seit zweieinhalb Jahren in einer homosexuellen Beziehung lebe.
Stroud lebt offen homosexuell mit ihrer Lebensgefährtin zusammen, sie haben eine Pflegetochter.
Die letztmals 2004 von der Generalkonferenz, dem obersten Gremium der United Methodist Church, bestätigte Kirchenordnung (Book of Discipline) verbietet es, Leute, die nach eigener Erklärung praktizierende Homosexuelle sind, zu ordinieren oder als Pastoren zu beschäftigen.
Aufgrund der Kirchenordnung sprach sich der methodistische Bischof Marcus Matthews gegen eine weitere Beschäftigung von Stroud als Pastorin aus und wandte sich an ein Kirchengericht der Methodisten, das im Dezember 2004 feststellte, dass Strouds nach eigener Erklärung Praktiken ausübe, die die United Methodist Church als unvereinbar mit der christlichen Lehre erklärt habe, und deshalb die Ordinationsrechte von Stroud aufhob. Stroud ging in die Berufung. Das Berufungsgericht hob im April 2005 in zweiter Instanz die Entscheidung vom Dezember 2004 im Bezug auf einen Präzedenzfall von 1992 wegen formaler Fehler auf, während es gleichzeitig feststellte, dass der Tatsachenbestand unbestritten war. Die Jahreskonferenz von Eastern Pennsylvania appellierte gegen diese Entscheidung. Im November 2005 erklärte der Judicial Council, die oberste kirchengerichtliche Instanz der United Methodist Church, dass die Entscheidung des Appellationsgerichts, das ursprüngliche Urteil aufzuheben, ein Irrtum gewesen sei, da im Präzedenzfall ein ordentliches Verfahren gefehlt habe, während Stroud alle Rechte eines fairen Verfahrens gehabt habe. Ebenso sei Paragraph 304,3 nicht diskriminierend gegenüber Personen mit homosexueller Orientierung, da das geistliche Amt allen Personen ungeachtet ihrer sexuellen Orientierung offenstünde. Paragraph 304,3 beziehe sich nicht auf die sexuelle Orientierung, sondern einzig auf verbotene sexuelle Praktiken, wobei Paragraph 304,2 ebenso verbotene sexuelle Praktiken für heterosexuell orientierte Personen in der Geistlichkeit aufführe. Das ursprüngliche Verdikt, das die Ordinationsrechte von Stroud aufgehoben hatte, sei deshalb gültig.
Beth Stroud ist seither in ihrer Kirchengemeinde als Laienpredigerin und in der Jugendarbeit tätig, was rechtlich kein Problem ist, da gemäß den sozialen Grundsätzen der United Methodist Church Personen mit homosexueller Orientierung volle Mitgliedschaftsrechte haben, kirchenrechtliche Restriktionen gibt es nur bei der Ordination. Stroud ist daneben auch für die Metropolitan Community Church tätig.
Bereits in anderen Verfahren der Vergangenheit wurden Pastoren, die offen Homosexualität praktizierten, die Ordinationsrechte entzogen. So bei Rose Mary Denman 1987 in New Hampshire, die dann der Unitarian Universalist Church beitrat Ebenso wurde Karen Dammann in Washington, D.C. nach ihrem öffentlichen Coming-out als methodistische Geistliche entlassen.